# Iahès
Iahès est une entité de la mythologie égyptienne mal connue dont le nom est parfois écrit Rahès, assimilée à Horus-Min, dans le chapitre 17 du livre des morts. Le pharaon s'identifie à ce dieu dans les textes des pyramides en tant que souverain du sud.